# Belém (Lisboa)
Belém é uma freguesia portuguesa do município de Lisboa, pertencente à Zona Ocidental da capital, com 10,43 km² de área e 16 546 habitantes (censo de 2021). A sua densidade populacional é 1 586,4 hab./km².
Belém está ligada aos Descobrimentos, quando D. Manuel I subiu ao trono em 1495. Tem a sua sede na antiga freguesia de Santa Maria de Belém e tem, como orago ou padroeiro, desde a sua origem, Nossa Senhora.
Hoje, Belém contém vários espaços verdejantes com museus, parques e jardins, possuindo um atraente ambiente ribeirinho com cafés e um passeio público. É uma das zonas mais turísticas de Portugal.

## História
Belém foi concelho autónomo entre 1852 e 1885, quando foi incorporado em Lisboa. Era constituído pelas seguintes freguesias: Ajuda, Benfica, Carnide, Belém, Odivelas, Alcântara extra-muros, Santa Isabel extra-muros e São Sebastião da Pedreira extra muros. Tinha 63 km² e 27 635 habitantes em 1864 e 30 747 em 1878.
A nova freguesia de Belém foi criada no âmbito da reorganização administrativa de Lisboa de 2012, que entrou em vigor após as eleições autárquicas de 2013, resultando da agregação da antiga freguesia de Santa Maria de Belém com a quase totalidade do território da antiga freguesia de São Francisco Xavier, esta última após ajustes nos limites com a vizinha freguesia da Ajuda.

## Demografia
A população registada nos censos foi:
| Distribuição da População por Grupos Etários | Distribuição da População por Grupos Etários | Distribuição da População por Grupos Etários | Distribuição da População por Grupos Etários | Distribuição da População por Grupos Etários |
| -------------------------------------------- | -------------------------------------------- | -------------------------------------------- | -------------------------------------------- | -------------------------------------------- |
| Ano                                          | 0-14 Anos                                    | 15-24 Anos                                   | 25-64 Anos                                   | > 65 Anos                                    |
| 2021                                         | 2468                                         | 1729                                         | 7958                                         | 4391                                         |

À data da junção das freguesias, a população registada no censo anterior foi:

Freguesias existentes antes da criação em 2012 da freguesia de Belém.

| Freguesia atual | Freguesia atual  | Freguesia atual | Freguesias antigas   | Freguesias antigas | Freguesias antigas |
| Freguesia       | População (2011) | Área (km²)      | Freguesia            | População (2011)   | Área (km²)         |
| --------------- | ---------------- | --------------- | -------------------- | ------------------ | ------------------ |
| Belém           | 16 528           | 10,43           | Santa Maria de Belém | 8 541              | 3,43               |
| Belém           | 16 528           | 10,43           | São Francisco Xavier | 8 020              | 2,30               |

## Sede e Delegações da Junta de Freguesia
- Sede (Santa Maria de Belém) - Largo dos Jerónimos, 3, R/C
- Delegação (São Francisco Xavier) - Rua João de Paiva, 11

## Património
- Lápide do Deus Esculápio
- Mosteiro de Santa Maria de Belém ou Mosteiro dos Jerónimos
- Museu Nacional de Arqueologia onde se incluem as Estátuas lusitanas de Montalegre
- Museu da Marinha
- Capela de São Jerónimo ou Ermida de São Jerónimo ou Ermida do Restelo
- Edifício da Fábrica Nacional da Cordoaria ou Cordoaria Nacional
- Edifício onde está instalado o Museu de Arte Popular
- Casa do Governador da Torre de Belém
- Antiga residência do Governador do Forte do Bom Sucesso
- Forte do Alto do Duque
- Palácio do Marquês de Angeja
- Imóvel em Lisboa, na Rua da Praia de Pedrouços
- Centro Cultural de Belém
- Museu dos Coches
- Central Tejo ou Museu da Electricidade
- Palácio Nacional de Belém
- Edifício na Rua de Pedrouços, n.º 84 a 88A
- Capela do Santo Cristo ou Ermida do Santo Cristo
- Convento de Nossa Senhora do Bom Sucesso (conjunto) ou Convento Dominicano de Nossa Senhora do Bom Sucesso
- Palacete na Rua de Pedrouços ou Vila Garcia (Lisboa)
- Casa Nobre de Lázaro Leitão Aranha ou Casa Nobre de Lázaro Leitão ou Quinta de Lázaro Leitão incluindo jardins
- Torre de São Vicente de Belém ou Torre de Belém ou Torre de São Vicente a Par de Belém - (estilo manuelino)
- Monumento aos Descobrimentos
- Moinhos do Caramão da Ajuda ou Moinhos de Santana ou Moinhos do Casal das Freiras
- Ermida de São Jerónimo
- Igreja de São Francisco Xavier
- Moinho de Caselas
- Quinta de Caselas
- Quinta de São José
- Quinta de Santo António de Caselas
- Monumento aos Combatentes do Ultramar
- Estátua do Santo Dom Nuno Álvares Pereira
- Bairros de Caselas, Belém e Pedrouços, caracterizados pela sua construção durante o Estado Novo, originalmente designados bairros económicos, que atualmente constituem zonas residenciais de baixa densidade populacional no interior da cidade.

## Arruamentos
A freguesia de Belém contém 255 arruamentos. São eles:
- Alto de Caselas
- Avenida da Ilha da Madeira
- Avenida da Índia[nota 3]
- Avenida da Torre de Belém
- Avenida das Descobertas[nota 4]
- Avenida de Brasília[nota 5]
- Avenida do Restelo
- Avenida Dom Vasco da Gama
- Avenida dos Bombeiros
- Avenida Dr. Mário Moutinho[nota 4]
- Avenida Helen Keller[nota 4]
- Beco da Enfermaria
- Beco da Ré
- Beco de Domingos Tendeiro
- Beco do Chão Salgado
- Calçada da Ajuda[nota 4]
- Calçada da Boa-Hora[nota 6]
- Calçada da Memória[nota 4]
- Calçada do Galvão[nota 4]
- Caminho da Raposa
- Escadinhas do Alto do Restelo
- Estrada da Circunvalação[nota 7]
- Estrada da Cruz[nota 4]
- Estrada de Caselas[nota 4]
- Estrada de Queluz[nota 8]
- Estrada do Forte do Alto do Duque
- Jardim António Viana Barreto
- Jardim Ducla Soares
- Jardim Fernanda de Castro
- Jardim Pulido Garcia
- Largo da Fundação Champalimaud
- Largo da Princesa
- Largo das Escolas
- Largo de Domingos Tendeiro
- Largo do Figueiredo
- Largo do Galvão
- Largo do Marquês de Angeja
- Largo dos Jerónimos
- Largo Luís Alves Miguel
- Largo Maria Isabel Aboim Inglês
- Passeio Carlos do Carmo[nota 9]
- Passeio João Jayme Faria Affonso
- Praça Afonso de Albuquerque
- Praça de Damão
- Praça de Dio
- Praça de Goa
- Praça de Itália
- Praça de Malaca
- Praça de São Francisco Xavier
- Praça do Império
- Praça Dom Manuel I
- Praça Dr. Alfredo da Cunha
- Praceta das Torres do Restelo
- Rua Afonso de Paiva
- Rua Afonso Gonçalves Baldaya
- Rua Afonso Praça
- Rua Alberto Villaverde Cabral
- Rua Alda Nogueira
- Rua Alexandre de Sá Pinto[nota 4]
- Rua Alfredo Soares
- Rua Alice Pestana (Caiel)
- Rua Álvaro Esteves
- Rua Álvaro Fernandes
- Rua Alvisse Cadamosto
- Rua Ângelo Frondoni
- Rua Antão Gonçalves
- Rua António de Abreu
- Rua António de Saldanha
- Rua António Janeiro
- Rua António Raposo Tavares
- Rua Aurora de Castro
- Rua Bartolomeu Dias
- Rua Bartolomeu Perestrelo
- Rua Capitão-Mor Pedro Teixeira
- Rua Carlos Calisto
- Rua Carolina Ângelo
- Rua Catorze (Bairro das Terras do Forno ou de Belém)
- Rua Cinco (Bairro das Terras do Forno ou de Belém)
- Rua Conselheiro Martins de Carvalho
- Rua D. Jorge da Costa
- Rua da Correnteza[nota 4]
- Rua da Cruz a Caselas
- Rua da Fábrica Carp
- Rua da Igreja
- Rua da Junqueira[nota 9]
- Rua da Praia de Pedrouços
- Rua da Praia do Bom Sucesso
- Rua da Quinta do Almargem[nota 6]
- Rua da Quinta do Paizinho
- Rua Damião de Góis
- Rua das Amoreiras à Ajuda[nota 4]
- Rua das Hortas
- Rua das Pedreiras
- Rua das Terras
- Rua David Melgueiro
- Rua de Alcolena
- Rua de Belém
- Rua de Domingos Tendeiro
- Rua de Pedrouços
- Rua de Santo António a Belém
- Rua Dez (Bairro das Terras do Forno ou de Belém)
- Rua Dezanove (Bairro das Terras do Forno ou de Belém)
- Rua Dezasseis (Bairro das Terras do Forno ou de Belém)
- Rua Dezassete (Bairro das Terras do Forno ou de Belém)
- Rua Dezoito (Bairro das Terras do Forno ou de Belém)
- Rua Dinis Dias
- Rua Diogo Afonso
- Rua Diogo de Azambuja
- Rua Diogo de Silves
- Rua Diogo de Teive
- Rua Diogo Gomes
- Rua do Alto do Duque
- Rua do Arco da Torre
- Rua do Cais da Alfândega Velha
- Rua do Casal da Raposa
- Rua do Colégio de São José
- Rua do Embaixador
- Rua do Figueiredo
- Rua do Gabarete
- Rua do Galvão
- Rua do Gravato
- Rua do Jardim Botânico[nota 4]
- Rua do Manuelzinho d'Arcolena
- Rua do Miradouro
- Rua do Pai Calvo
- Rua Dois (Bairro das Terras do Forno ou de Belém)
- Rua Dom Constantino de Bragança
- Rua Dom Cristóvão da Gama
- Rua Dom Francisco de Almeida
- Rua Dom Jerónimo Osório
- Rua Dom João da Silva
- Rua Dom Lourenço de Almeida
- Rua dos Cordoeiros a Pedrouços
- Rua dos Jerónimos
- Rua dos Margiochis
- Rua Doze (Bairro das Terras do Forno ou de Belém)
- Rua Dr. António Ribeiro dos Santos[nota 4]
- Rua Duarte José Fava
- Rua Duarte Pacheco Pereira
- Rua Fernam Gomes
- Rua Fernão Lopes de Castanheda
- Rua Fernão Mendes Pinto
- Rua Fernão Penteado
- Rua Fernão Soares
- Rua Francisco Sousa Tavares[nota 4]
- Rua Frederico Valério
- Rua Gaspar Corte-Real
- Rua Gaspar de Lemos
- Rua General João de Almeida[nota 4]
- Rua Gil Eanes
- Rua Gonçalo Nunes
- Rua Gonçalo Velho Cabral
- Rua Gonçalves Zarco
- Rua Gregório Lopes
- Rua Henrique Moutinho
- Rua Hermínia Silva[nota 4]
- Rua João Afonso de Aveiro
- Rua João Bastos
- Rua João Coimbra
- Rua João da Nova
- Rua João de Lisboa
- Rua João de Paiva
- Rua João de Santarém
- Rua João Dias
- Rua João Fernandes Labrador
- Rua Jorge Álvares
- Rua Jorge Dias
- Rua José Calheiros
- Rua José Manuel Soares (Pepe)
- Rua José Maria Preto[nota 4]
- Rua Júlio da Silva Pinto
- Rua Lagoa Henriques
- Rua Leonor Pimentel
- Rua Lopo Infante
- Rua Lucília do Carmo
- Rua Luís Braille
- Rua Luís Castanho de Almeida
- Rua Luís Pedroso de Barros
- Rua Manuel Godinho de Herédia
- Rua Martins Barata
- Rua Matateu
- Rua Mécia Mouzinho de Albuquerque[nota 9]
- Rua Mem Rodrigues
- Rua Nicolau Coelho
- Rua Nove (Bairro das Terras do Forno ou de Belém)
- Rua Nuno Bragança
- Rua Nuno Tristão
- Rua Oito (Bairro das Terras do Forno ou de Belém)
- Rua Olga Morais Sarmento
- Rua Onze (Bairro das Terras do Forno ou de Belém)
- Rua Padre António de Andrade
- Rua Padre Luís Fróis
- Rua Padre Reis Lima
- Rua Paulo da Gama
- Rua Pedro de Barcelos
- Rua Pedro de Sintra
- Rua Pedro Escobar
- Rua Pedro Fernandes de Queirós
- Rua Pero da Covilhã
- Rua Pero de Alenquer
- Rua Pinto Ferreira[nota 9]
- Rua Quatro (Bairro das Terras do Forno ou de Belém)
- Rua Quinze (Bairro das Terras do Forno ou de Belém)
- Rua Rodrigo Rebelo
- Rua Rodrigo Reinel
- Rua Rodrigues Cabrilho
- Rua Rui Pereira
- Rua Sam Levy
- Rua São Francisco Xavier
- Rua Sara Afonso
- Rua Seis (Bairro das Terras do Forno ou de Belém)
- Rua Sete (Bairro das Terras do Forno ou de Belém)
- Rua Soldados da Índia
- Rua Três (Bairro das Terras do Forno ou de Belém)
- Rua Treze (Bairro das Terras do Forno ou de Belém)
- Rua Tristão da Cunha
- Rua Tristão Vaz
- Rua Um (Bairro das Terras do Forno ou de Belém)
- Rua Vicente Dias
- Rua Vieira Portuense
- Rua Vila Correia
- Rua Vinte (Bairro das Terras do Forno ou de Belém)
- Rua Vinte e Dois (Bairro das Terras do Forno ou de Belém)
- Rua Vinte e Um (Bairro das Terras do Forno ou de Belém)
- Rua Virgínia Quaresma
- Travessa Artur Lamas[nota 9]
- Travessa da Correnteza
- Travessa da Memória[nota 4]
- Travessa da Pimenteira
- Travessa da Praça
- Travessa da Saúde
- Travessa da Silva em Belém
- Travessa da Torrinha
- Travessa das Galeotas
- Travessa das Galinheiras
- Travessa das Linheiras
- Travessa das Piteiras
- Travessa das Terras do Desembargador
- Travessa das Zebras
- Travessa de Domingos Tendeiro
- Travessa de Paulo Jorge
- Travessa de Ribeiro Seabra
- Travessa de Santo António a Belém
- Travessa de Santo António à Junqueira
- Travessa do Arco da Torre
- Travessa do Cais da Alfândega Velha
- Travessa do Desembargador
- Travessa do Figueiredo
- Travessa do Forte da Areia
- Travessa do Galvão
- Travessa do Marta Pinto
- Travessa dos Algarves
- Travessa dos Escaleres
- Travessa dos Ferreiros a Belém
- Travessa dos Jerónimos